# Intuicionistická logika
Intuicionistická logika je druh logiky, který nepoužívá princip vyloučeného třetího. Pravdivostní hodnoty 0 a 1 v ní znamenají „není možno zkonstruovat“ a „je možno zkonstruovat“. Na rozdíl od běžné (například aristotelské) logiky neplatí princip negace negace. Například implikace:
Něco nemůže neexistovat ⇒ musí to existovat
v intuicionistické logice obecně neplatí.
Taková implikace je použita například při důkazu věty z matematické analýzy, podle níž z každé omezené posloupnosti lze vybrat konvergentní podposloupnost. Nemožnost takového výběru lze snadno dovést do sporu. Z hlediska intuicionistické logiky je ale takový důkaz chybný, protože nedává obecný návod ke konstrukci limity takové posloupnosti v konečném počtu kroků.
Intuicionistická logika úzce souvisí s teorií vyčíslitelnosti. Pravdivost v intuicionistické logice lze ztotožnit s algoritmickou řešitelností.
Sémantiku intuicionistické logiky zachycuje Heytingova algebra.